# Transporteenheid
Een transporteenheid is een verzameling van goederen die zodanig zijn samengevoegd dat deze als één gestandaardiseerd geheel aan het transport kan deelnemen.
Voorbeelden hiervan zijn een pallet, een container en een verhuisdoos.
Transporteenheden kunnen zijn gestapeld, gebundeld, ondersteund, zijdelings gesteund, of combinaties daarvan. Een pallet zorgt bijvoorbeeld enkel voor ondersteuning van de goederen aan de onderzijde van de eenheid.